# Ultrafond
 (mars 2011).

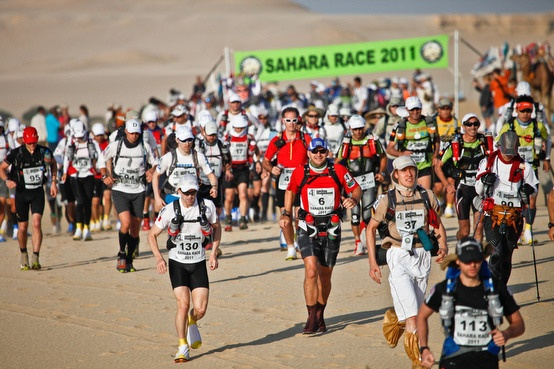
La Sahara Race 2011

Ultrafond, ultra-marathon, ultra-distance, grand-fond, longue distance et grande distance sont des termes et expressions employés pour désigner les catégories de courses qui comptent les plus grandes distances parcourues dans les disciplines sportives d'extrême endurance (course à pied, cyclisme, natation, canoë-kayak).

## Sports
Ci-après la liste des sports comportant des épreuves d'ultrafond :

### Course à pied
En course à pied les épreuves d'ultrafond concernent des distances supérieures au marathon soit 42,195 km. L'ultrafond peut prendre des formes différentes : solo, courses à allure libre ou non (6 heures, 12 heures, 24 heures, 48 heures, 6 jours), ultra-trail, raids par étapes, 100 km, 50 km, courses sur routes par étapes, etc. Les courses de très longues distances s'effectuent généralement autant à la marche qu'à l'allure de course.
Les pratiquants sont estimés à environ 450 000 dans le monde. En 2013, les pratiquants français étaient estimés à plus de 36 000 (dont 89 % d'hommes) et plus de 280 courses d'ultra avaient été organisées en France.

#### Anciennes épreuves
- 2003-2008 Le Raid Montpellier - Valencia - 6 Courses - (500 km ou 250 km au choix en huit étapes)+/- 6 000 mètres de dénivelé
- 1926-1951 Paris Strasbourg à la marche - Paris-Strasbourg - (1re grande course continue et réglementée de plus de 500 km qui s'effectuait alors sans étape obligatoire, uniquement en course de marche sportive ou athlétique.)

#### Principales épreuves
En 2018, la Deutsche Ultramarathon-Vereinigung (DUV), qui enregistre les résultats des ultras dans le monde, recense 6 168 courses.
- La Course transaméricaine
- Le Marathon de Barkley
- Les 6 jours de France
- Le Marathon des sables, raid de marche/course en autosuffisance alimentaire (250 km, Sud marocain)
- La Tenerife Bluetrail
- L'Ultra-Trail du Mont-Blanc
- Le Festival des Templiers
- Le Grand Raid ou « Diagonale des fous » (162 km, 9 643 m de dénivelé positif île de La Réunion)
- Les 100 km de Bienne
- Les 100 km de Millau
- Les 100 km Sri Chinmoy de Paris
- Les 100 km de la Somme
- Les 100 km  de Cléder
- Les 100 km de Steenwerck
- Les 100 km de Torhout
- Les 48 heures de Royan
- Les 24 heures de Brive
- Les 24 heures d'Albi
- Le Comrades Marathon (89 km, Afrique du Sud)
- Le Grand Raid des Pyrénées (160 km, 10 000 m de dénivelé positif, Pyrénées)
- Le Spartathlon
- La Western States (100 miles aux États-Unis)
- L'Ultramarathon de Badwater considéré comme la course sur route la plus difficile au monde, 217 km et 4 000 m de dénivelé positif cumulé dans la Vallée de la mort, Californie
- Le raid du golfe du Morbihan, l'« ultra marin » 177 km
- Jungle marathon - 120 ou 242 km dans la jungle amazonienne - Brésil
- Brésil 135 Ultramarathon - Ultramarathon de 135 miles (217 km) considérée comme une préparation à l'Ultramarathon Badwater
- La MiL'KiL. 1 000 km de course ou marche à pied. Départ : Saint-Malo - Arrivée : Sète[4]
- Le Grand Raid des Cathares, en solo, duo ou Trio (170 km, 6 800 m de dénivelé positif) au départ de la cité médiévale de Carcassonne-Aude
- 6 et 10 jours Self-Transcendence, sur une boucle d'un mile (1,6 km) chaque année à New-York
- Self-transcendence 3100 Mile Race est la plus longue course à pied reconnue au monde
- L'Ultr'Ardèche. Course sur route en Ardèche (France) de 222 km, 4477 m de dénivelé positif. 4 barrières horaires et un cut-off de 37 h[5].

#### Athlètes de haut niveau
- Andy Payne (1907-1977), vainqueur de la course transaméricaine en 1928
- Kilian Jornet Burgada, coureur espagnol, quatre fois vainqueur de l'UTMB, ancien recordman du GR20.
- Dawa Daichiri Sherpa, coureur népalais spécialiste des courses de montagne qui pratique également le ski de fond (niveau olympique)
- Lahcen Ahansal, coureur marocain, dix fois vainqueur du Marathon des sables
- Alain Prual, coureur français spécialiste des 24 heures
- Dean Karnazes, coureur américain d'origine grecque ayant notamment remporté l'Ultramarathon de Badwater
- Pam Reed, coureuse américaine possédant plusieurs records du monde à son palmarès, notamment sur 24 heures et 300 miles
- Yiannis Kouros, coureur australien d'origine grecque, détenant un nombre impressionnant de records et ayant notamment remporté le Spartathlon
- Julien Chorier, coureur français (vainqueur UTMF 2012, vainqueur Diagonal des Fous 2011)
- Thomas Lorblanchet, champion du monde de trail 2009, Triple vainqueur de la Grande Course des Templiers en 2008, 2009, et 2011. Vainqueur Leadville 100 miles 2012.
- Jean-Marc Bellocq, 8 fois vainqueur des 100 km de Millau et recordman de l'épreuve
- Bruno Heubi, coureur français, double champion du monde par équipe de 100 km et vainqueur des 100 km de Millau en 2005
- Isabelle Olive, spécialiste du 100 km
- François D'Haene, ancien recordman du GR20, vainqueur de la première édition de l'Ultra-Trail World Tour, et plusieurs fois vainqueur de l'UTMB, du Grand Raid.
- Philippe Fuchs, coureur amateur français spécialiste des très longues distances (Paris-Pékin en 2008)
- Huguette Jouault, coureuse française, 5 fois championne de France des 100 km et détentrice du record de France
- Karine Herry, coureuse française 7 fois championne de France des 100 km et ayant remporté la diagonale des fous en 2006
- Anne-Cécile Fontaine, coureuse française, deux fois championne de France des 100 km et deux fois championne du monde des 24 heures
- Patrick Malandain, coureur français, recordman des 1 000 km de France en 2014, 2e de la Trans-América Los Angeles-New York en 2011, Détient le record de la traversée de l'Australie (off) en 2013 (en)[6]
- Serge Cottereau, 4 fois vainqueur des 100 km de Millau
- Jérôme Bellanca, 4 fois champion de France du 100 km
- Aleksandr Sorokin, champion du monde et d'Europe de 24 heures, détenteur des records mondiaux de 100 km,100 mi et 24 heures

### Cyclisme

#### Principales épreuves
- BikingMan, le championnat du monde d'ultracyclisme : Oman, Corse, Brésil, Pérou, Laos, Portugal et Taïwan[7]
- French Divide[8]
- IncaDivide (Pérou) qui traverse la Cordillère des Andes[9]
- Paris-Brest-Paris Audax
- Race Across America
- Torino-Nice Rally
- Transcontinental Race

### Natation

#### Principales épreuves
- Marathon aquatique Santa Fe-Coronda, Argentine, nage en eau libre sur environ 57 km.

#### Athlètes de haut niveau
- Petar Stoychev, quintuple vainqueur du Grand Prix FINA de nage en eau libre

### Pirogue polynésienne
La pirogue polynésienne, ou tahitienne ou va'a en langue tahitienne

#### Principales épreuves
- Hawaiki nui va'a, Polynésie Française, France, 124,5 km en trois étapes de trois jours.
- Molokai hoe, Hawaï, États-Unis d'Amérique, 76 km.